# Liste des joueurs du KSC Lokeren
Cette liste reprend les 483 joueurs de football qui ont évolué au KSC Lokeren depuis la fondation du club.
Date de mise à jour des joueurs et de leurs statistiques : 31 juillet 2018
- Haut – A
- B
- C
- D
- E
- F
- G
- H
- I
- J
- K
- L
- M
- N
- O
- P
- Q
- R
- S
- T
- U
- V
- W
- X
- Y
- Z

## A
| Joueur                    | Nationalité                      | Position          | Date de naissance | Période(s)           | Matches (dont D1) | Buts | Jaunes | Rouges |
| ------------------------- | -------------------------------- | ----------------- | ----------------- | -------------------- | ----------------- | ---- | ------ | ------ |
| Djamel Abdoun             | Algérie                          | Milieu de terrain | 14/02/1986        | 2015                 | 4 (4)             | 0    | 0      | 0      |
| Besart Abdurahimi         | Macédoine                        | Attaquant         | 31/07/1990        | 2014-2015            | 38 (32)           | 6    | 1      | 0      |
| Dominique Sam Abouo       | Côte d'Ivoire                    | Défenseur         | 26/12/1973        | 1998-2000            | 13 (13)           | 0    | 1      | 1      |
| Correa Oliveira Ademilson | Brésil                           | Attaquant         | 14/03/1977        | 2004-2005            | 28 (28)           | 4    | 3      | 0      |
| Leandro Alvarez Cardoso   | Belgique                         | Défenseur         | 28/07/1981        | 2007-2008            | 0 (0)             | 0    | 0      | 0      |
| Francis Ambané            | Cameroun                         | Attaquant         | 8/11/1984         | 2003-2004            | 5 (5)             | 0    | 0      | 0      |
| Vincent Anaf              | Belgique                         | Défenseur         | 9/11/1965         | 1982-1983            | 0 (0)             | 0    | 0      | 0      |
| Marko Andić               | Serbie                           | Défenseur         | 14/12/1983        | 2007-2008            | 3 (3)             | 0    | 1      | 0      |
| Eugene Ansah              | Ghana                            | Attaquant         | 16/12/1994        | 2013-2015, 2016-2017 | 30 (26)           | 4    | 3      | 0      |
| Aimé Anthuenis            | Belgique                         | Défenseur         | 21/12/1943        | 1961-1974            | 0 (0)             | 0    | 0      | 0      |
| Patrick Apataki           | République démocratique du Congo | Milieu de terrain | 14/05/1979        | 2000-2001            | 2 (2)             | 0    | 0      | 0      |
| Mohamed Armoumen          | Maroc                            | Attaquant         | 7/09/1978         | 2006-2008            | 31 (31)           | 2    | 4      | 2      |
| Zanzan Atte-Oudeyi        | Togo                             | Défenseur         | 2/09/1980         | 2003-2006            | 33 (33)           | 1    | 9      | 0      |

## B
| Joueur                 | Nationalité                      | Position          | Date de naissance | Période(s)           | Matches (dont D1) | Buts | Jaunes | Rouges |
| ---------------------- | -------------------------------- | ----------------- | ----------------- | -------------------- | ----------------- | ---- | ------ | ------ |
| Sadio Ba               | Belgique                         | Défenseur         | 24/01/1973        | 1992-1993            | 1 (1)             | 0    | 0      | 0      |
| Iddi Baba              | Ghana                            | Attaquant         | 6/07/1982         | 2009-2010            | 3 (3)             | 0    | 0      | 0      |
| Bruno Baetens          | Belgique                         | Défenseur         | 27/02/1987        | 2005-2006            | 0 (0)             | 0    | 0      | 0      |
| Mahmadu Alphajor Bah   | Sierra Leone                     | Milieu de terrain | 1/01/1977         | 1994-1996            | 15 (0)            | 1    | 1      | 0      |
| Julien Bailleul        | France                           | Défenseur         | 15/02/1988        | 2010-2011            | 9 (9)             | 0    | 1      | 0      |
| Haziz Bakalli          | Belgique                         | ?                 | 22/02/1951        | 1969-1972, 1973-1977 | 0 (0)             | 0    | 0      | 0      |
| Marel Baldvinsson      | Islande                          | Attaquant         | 18/12/1980        | 2002-2006            | 56 (56)           | 6    | 3      | 2      |
| Aristide Bancé         | Burkina Faso                     | Attaquant         | 19/09/1984        | 2003-2006            | 76 (76)           | 27   | 9      | 1      |
| Sambegou Bangoura      | Guinée                           | Attaquant         | 3/04/1982         | 2000-2003            | 85 (85)           | 41   | 10     | 1      |
| Blaise Bapo Bola       | République démocratique du Congo | Attaquant         | 2/01/1980         | 1999-2000, 2001-2002 | 2 (2)             | 0    | 1      | 0      |
| Joël Bartholomeeussen  | Belgique                         | Milieu de terrain | 2/03/1966         | 1995-1998            | 73 (40)           | 3    | 8      | 0      |
| Omri Ben Harush        | Israël                           | Défenseur         | 7/03/1990         | 2018-...             | 0 (0)             | 0    | 0      | 0      |
| Amine Benchaib         | Belgique                         | Milieu de terrain | 18/06/1998        | 2017-...             | 24 (22)           | 2    | 5      | 0      |
| Jim Bett               | Écosse                           | Milieu de terrain | 25/11/1959        | 1979-1980, 1983-1985 | 33 (33)           | 8    | 4      | 0      |
| Jean-Paul Boeka-Lisasi | République démocratique du Congo | Attaquant         | 6/06/1974         | 1996-2000            | 80 (80)           | 19   | 6      | 1      |
| Geert Bogaert          | Belgique                         | ?                 | 12/08/1962        | 1982-1984            | 0 (0)             | 0    | 0      | 0      |
| Pascal Bogaert         | Belgique                         | ?                 | 1/09/1964         | 1982-1983            | 0 (0)             | 0    | 0      | 0      |
| Kris Bogaerts          | Belgique                         | Milieu de terrain | 18/02/1970        | 1989-1993            | 41 (41)           | 0    | 2      | 0      |
| Serhiy Bolbat          | Ukraine                          | Milieu de terrain | 13/06/1993        | 2015-2017            | 47 (44)           | 6    | 13     | 1      |
| Jacky Boonen           | Belgique                         | Milieu de terrain | 9/04/1968         | 1995-1997            | 64 (57)           | 7    | 7      | 0      |
| Frank Bosmans          | Belgique                         | Défenseur         | 14/10/1967        | 1987-1993            | 116 (116)         | 6    | 3      | 0      |
| Ali Bouabé             | Maroc                            | Défenseur         | 7/03/1979         | 2005-2009            | 41 (41)           | 1    | 10     | 0      |
| Hakim Bouchouari       | Belgique                         | Attaquant         | 25/09/1978        | 2005-2006            | 30 (30)           | 7    | 1      | 0      |
| Mustapha Boughalem     | Maroc                            | Milieu de terrain | 1/07/1953         | 1972-1976            | 12 (12)           | 1    | 0      | 0      |
| Vegard Braaten         | Norvège                          | Attaquant         | 30/06/1987        | 2010-2011            | 2 (2)             | 0    | 0      | 0      |
| Cyriel Braem           | Belgique                         | Attaquant         | 11/04/1949        | 1971-1972            | 0 (0)             | 0    | 0      | 0      |
| Herman Brusselmans     | Belgique                         | ?                 | 9/10/1957         | 1975-1976            | 0 (0)             | 0    | 0      | 0      |
| Marc Brusselmans       | Belgique                         | Défenseur         | 4/09/1962         | 1979-1984            | 0 (0)             | 0    | 0      | 0      |
| Václav Budka           | République tchèque               | Milieu de terrain | 22/03/1969        | 1996-2000            | 77 (77)           | 7    | 8      | 3      |
| Frederiek Buyse        | Belgique                         | Milieu de terrain | 2/08/1973         | 1993-1995            | 12 (0)            | 0    | 3      | 1      |

## C
| Joueur                  | Nationalité   | Position          | Date de naissance | Période(s)           | Matches (dont D1) | Buts | Jaunes | Rouges |
| ----------------------- | ------------- | ----------------- | ----------------- | -------------------- | ----------------- | ---- | ------ | ------ |
| Aboubacar M'Baye Camara | Guinée        | Milieu de terrain | 27/12/1985        | 2004-2010            | 136 (136)         | 13   | 10     | 2      |
| Mario Carević           | Croatie       | Milieu de terrain | 29/03/1982        | 2007-2010            | 78 (78)           | 10   | 21     | 2      |
| José Cevallos Enríquez  | Équateur      | Milieu de terrain | 18/01/1995        | 2018-...             | 16 (16)           | 7    | 2      | 0      |
| Kim Christofte          | Danemark      | Défenseur         | 24/08/1960        | 1982-1984            | 27 (27)           | 0    | 0      | 0      |
| Sander Claeys           | Belgique      | Défenseur         | 28/01/1996        | 2013-2014            | 0 (0)             | 0    | 0      | 0      |
| Kwinten Clappaert       | Belgique      | Milieu de terrain | 6/12/1988         | 2005-2010            | 4 (4)             | 0    | 0      | 0      |
| Jackson Avelino Coelho  | Brésil        | Attaquant         | 28/02/1986        | 2015-2016            | 34 (32)           | 5    | 1      | 0      |
| Ibrahima Sory Conté     | Guinée        | Défenseur         | 3/06/1981         | 2001-2005            | 64 (64)           | 0    | 14     | 1      |
| Boubacar Barry Copa     | Côte d'Ivoire | Gardien de but    | 30/12/1979        | 2007-2017            | 176 (165)         | 1    | 9      | 1      |
| Glen Coppens            | Belgique      | Attaquant         | 23/05/1985        | 2004-2006            | 2 (2)             | 1    | 0      | 0      |
| Florin Cornățeanu       | Roumanie      | Attaquant         | 21/02/1972        | 1995-1996, 1997-1998 | 5 (0)             | 1    | 1      | 0      |
| Carl Cornelissen        | Belgique      | Attaquant         | 10/11/1958        | 1976-1980            | 32 (32)           | 0    | 0      | 0      |
| Victor Correia          | Guinée        | Attaquant         | 12/01/1985        | 2006                 | 7 (7)             | 0    | 1      | 0      |
| Alexander Corryn        | Belgique      | Défenseur         | 3/01/1994         | 2011-2015            | 4 (3)             | 0    | 0      | 0      |
| Rudi Cossey             | Belgique      | Défenseur         | 2/08/1961         | 1995-1997            | 33 (2)            | 3    | 5      | 0      |
| Mamadou Coulibaly       | Belgique      | Défenseur         | 26/05/1980        | 2000-2005            | 96 (96)           | 0    | 21     | 1      |
| Dieter Creemers         | Belgique      | Gardien de but    | 2/09/1997         | 2017-2018            | 0 (0)             | 0    | 0      | 0      |

## D
| Joueur                  | Nationalité     | Position          | Date de naissance | Période(s)           | Matches (dont D1) | Buts | Jaunes | Rouges |
| ----------------------- | --------------- | ----------------- | ----------------- | -------------------- | ----------------- | ---- | ------ | ------ |
| Mladen Dabanovič        | Slovénie        | Gardien de but    | 13/09/1971        | 1999-2004            | 72 (72)           | 0    | 5      | 0      |
| Charles Dago            | Côte d'Ivoire   | Attaquant         | 1/11/1975         | 1999-2001            | 29 (29)           | 6    | 1      | 0      |
| Bob Dalving             | Belgique        | Défenseur         | 28/07/1950        | 1975-1984            | 85 (85)           | 0    | 6      | 0      |
| Guy Dardenne            | Belgique        | Milieu de terrain | 19/10/1954        | 1979-1980            | 34 (34)           | 6    | 1      | 0      |
| Ronald De Beuckelaer    | Belgique        | Défenseur         | 10/09/1955        | 1976-1978            | 0 (0)             | 0    | 0      | 0      |
| Davy De Beule           | Belgique        | Milieu de terrain | 7/11/1981         | 1999-2005            | 108 (108)         | 24   | 4      | 0      |
| Laurens De Bock         | Belgique        | Défenseur         | 7/11/1992         | 2008-2012            | 92 (80)           | 1    | 6      | 0      |
| Patrick De Bolle        | Belgique        | ?                 | 12/02/1965        | 1982-1983            | 0 (0)             | 0    | 0      | 0      |
| Bart De Brouwer         | Belgique        | ?                 | 10/06/1987        | 2004-2007            | 0 (0)             | 0    | 0      | 0      |
| Tjörven De Brul         | Belgique        | Défenseur         | 22/06/1973        | 1991-1994            | 45 (17)           | 8    | 8      | 0      |
| Renato De Cássio Negrão | Brésil          | Milieu de terrain | 12/03/1981        | 2004                 | 13 (13)           | 3    | 0      | 0      |
| Benjamin De Ceulaer     | Belgique        | Attaquant         | 19/12/1983        | 2010-2012            | 73 (73)           | 29   | 13     | 2      |
| Freddy De Coninck       | Belgique        | Défenseur         | 26/02/1946        | 1972-1973            | 0 (0)             | 0    | 0      | 0      |
| Steven De Geest         | Belgique        | Défenseur         | 16/06/1981        | 1998-2002, 2003-2004 | 31 (31)           | 0    | 3      | 1      |
| Sven De Geyter          | Belgique        | Défenseur         | 25/02/1981        | 2000-2001            | 2 (2)             | 0    | 0      | 0      |
| Walter De Greef         | Belgique        | Milieu de terrain | 13/11/1957        | 1987-1988            | 0 (0)             | 0    | 0      | 0      |
| Dimitri De Jaegher      | Belgique        | ?                 | 24/10/1963        | 1988-1989            | 1 (1)             | 0    | 0      | 0      |
| Erik De Koeyer          | Pays-Bas        | Gardien de but    | 22/02/1967        | 1986-1994            | 14 (12)           | 0    | 0      | 0      |
| Jan de Koning           | Pays-Bas        | Attaquant         | 7/10/1949         | 1973-1978            | 97 (97)           | 17   | 0      | 0      |
| Gino De Landtsheer      | Belgique        | ?                 | 16/09/1971        | 1986-1987            | 0 (0)             | 0    | 0      | 0      |
| Stefaan De Maere        | Belgique        | Défenseur         | 3/08/1963         | 1982-1984            | 0 (0)             | 0    | 0      | 0      |
| Preben De Man           | Belgique        | Milieu de terrain | 27/09/1996        | 2013-...             | 0 (0)             | 0    | 0      | 0      |
| Milan De Mey            | Belgique        | Milieu de terrain | 3/01/2001         | 2017-...             | 1 (1)             | 0    | 0      | 0      |
| Marc De Muynck          | Belgique        | ?                 | 8/07/1957         | 1974-1975            | 0 (0)             | 0    | 0      | 0      |
| Jakie De Naer           | Belgique        | ?                 | 19/11/1958        | 1991-1992            | 0 (0)             | 0    | 0      | 0      |
| Nico De Neef            | Belgique        | Milieu de terrain | 26/02/1982        | 2000-2004            | 8 (8)             | 0    | 1      | 0      |
| Daniel De Paepe         | Belgique        | ?                 | 20/07/1947        | 1972-1974            | 0 (0)             | 0    | 0      | 0      |
| Nill De Pauw            | Belgique        | Attaquant         | 6/01/1990         | 2006-2015            | 117 (112)         | 15   | 12     | 0      |
| Sander De Prycker       | Belgique        | Défenseur         | 16/02/1998        | 2017-...             | 0 (0)             | 0    | 0      | 0      |
| Daniel De Raeve         | Belgique        | Défenseur         | 31/05/1962        | 1985-1994            | 103 (88)          | 3    | 8      | 0      |
| Steve De Ridder         | Belgique        | Attaquant         | 25/02/1987        | 2016-...             | 73 (71)           | 11   | 11     | 0      |
| Bart De Roover          | Belgique        | Défenseur         | 21/08/1967        | 1988-1991            | 57 (57)           | 7    | 6      | 0      |
| Sepp De Roover          | Belgique        | Défenseur         | 12/11/1984        | 2010-2012            | 18 (18)           | 0    | 2      | 0      |
| Gunter De Schrijver     | Belgique        | ?                 | 10/11/1970        | 1986-1987            | 0 (0)             | 0    | 0      | 0      |
| Hans De Schrijver       | Belgique        | Gardien de but    | 15/11/1965        | 1995-1998            | 66 (34)           | 0    | 1      | 1      |
| Jelle De Schrijver      | Belgique        | Défenseur         | 1/02/1995         | 2013-2014            | 0 (0)             | 0    | 0      | 0      |
| Maurice De Schrijver    | Belgique        | Défenseur         | 26/06/1951        | 1974-1986            | 166 (166)         | 2    | 3      | 0      |
| Bart De Smet            | Belgique        | Défenseur         | 9/02/1983         | 2001-2004            | 0 (0)             | 0    | 0      | 0      |
| Karel De Smet           | Belgique        | Défenseur         | 21/08/1980        | 1999-2001            | 10 (10)           | 0    | 0      | 2      |
| Kyann De Smit           | Belgique        | Défenseur         | 4/09/1996         | 2014-2015            | 0 (0)             | 0    | 0      | 0      |
| Tom De Sutter           | Belgique        | Attaquant         | 3/07/1985         | 2016-...             | 65 (62)           | 12   | 11     | 0      |
| Peter De Vleeschauwer   | Belgique        | ?                 | 7/10/1967         | 1983-1985            | 0 (0)             | 0    | 0      | 0      |
| Dirk De Vriese          | Belgique        | Milieu de terrain | 3/12/1958         | 1983-1986            | 82 (82)           | 8    | 2      | 2      |
| Griffin De Vroe         | Belgique        | Gardien de but    | 2/11/1984         | 2001-2008            | 3 (3)             | 0    | 0      | 0      |
| Dirk De Wachter         | Belgique        | Milieu de terrain | 1/11/1962         | 1979-1988            | 35 (35)           | 2    | 1      | 0      |
| Hans De Waele           | Belgique        | ?                 | 15/10/1978        | 1996-1998            | 0 (0)             | 0    | 0      | 0      |
| Filip De Weirt          | Belgique        | ?                 | 11/10/1965        | 1983-1984            | 0 (0)             | 0    | 0      | 0      |
| Benjamin De Wilde       | Belgique        | Défenseur         | 7/04/1986         | 2004-2009            | 4 (4)             | 0    | 1      | 0      |
| Filip De Wilde          | Belgique        | Gardien de but    | 5/07/1964         | 2004                 | 17 (17)           | 0    | 0      | 0      |
| Stijn De Wilde          | Belgique        | Attaquant         | 3/09/1988         | 2007-2009            | 15 (15)           | 2    | 0      | 0      |
| Frederik De Winne       | Belgique        | Défenseur         | 28/05/1985        | 2004-2007            | 23 (22)           | 1    | 3      | 0      |
| Frank De Wispelaere     | Belgique        | Attaquant         | 11/11/1969        | 1988-1991            | 7 (7)             | 0    | 1      | 0      |
| Dirk De Wolf            | Belgique        | ?                 | ?                 | 1985-1986            | 7 (7)             | 0    | 0      | 0      |
| Ortwin De Wolf          | Belgique        | Gardien de but    | 23/04/1996        | 2017-...             | 10 (9)            | 0    | 0      | 0      |
| Wim De Wolf             | Belgique        | Milieu de terrain | 17/03/1967        | 1985-1987            | 7 (7)             | 0    | 3      | 0      |
| Steve Decooman          | Belgique        | ?                 | 21/10/1975        | 1994-1996            | 0 (0)             | 0    | 0      | 0      |
| Donovan Deekman         | Pays-Bas        | Attaquant         | 23/06/1988        | 2009-2012            | 29 (29)           | 3    | 1      | 0      |
| Preben Delclef          | Belgique        | Défenseur         | 20/02/1988        | 2005-2006            | 0 (0)             | 0    | 0      | 0      |
| Davy Deloecker          | Belgique        | ?                 | 26/08/1975        | 1994-1995            | 15 (0)            | 0    | 4      | 0      |
| Stefan Deloose          | Belgique        | Gardien de but    | 14/01/1990        | 2007-2012            | 0 (0)             | 0    | 0      | 0      |
| Ertan Demiri            | Macédoine       | Milieu de terrain | 24/01/1979        | 2008-2010            | 9 (9)             | 0    | 1      | 0      |
| Christ Depauw           | Belgique        | ?                 | 7/06/1968         | 1994-1995            | 11 (0)            | 0    | 5      | 0      |
| Xavier Deschacht        | Belgique        | Attaquant         | 28/05/1985        | 2004-2007            | 8 (8)             | 0    | 1      | 0      |
| Henny Desmet            | Belgique        | ?                 | 19/04/1975        | 1995-1996            | 2 (0)             | 0    | 1      | 0      |
| Djordje Despotović      | Serbie          | Attaquant         | 4/03/1992         | 2013-2014            | 0 (0)             | 0    | 0      | 0      |
| Cyriel Dessers          | Belgique        | Attaquant         | 8/12/1994         | 2014-2016            | 40 (34)           | 7    | 2      | 1      |
| Alain Devlaeminck       | Belgique        | ?                 | 3/11/1958         | 1975-1976            | 0 (0)             | 0    | 0      | 0      |
| Dirk Devos              | Belgique        | ?                 | 18/02/1963        | 1979-1981            | 0 (0)             | 0    | 0      | 0      |
| Johan Devrindt          | Belgique        | Attaquant         | 14/04/1945        | 1974-1975            | 37 (37)           | 19   | 0      | 0      |
| Danny D'Hondt           | Belgique        | ?                 | 21/09/1963        | 1979-1999            | 289 (230)         | 0    | 11     | 0      |
| Oswald D'Hondt          | Belgique        | ?                 | 27/09/1921        | 1943-1944            | 0 (0)             | 0    | 0      | 0      |
| Bambo Diaby             | Sénégal         | Défenseur         | 17/12/1997        | 2018-...             | 0 (0)             | 0    | 0      | 0      |
| Mamadou Alimou Diallo   | Guinée          | Défenseur         | 2/12/1984         | 2003-2007            | 51 (51)           | 1    | 9      | 0      |
| Pascal Dias             | France          | Milieu de terrain | 10/02/1976        | 1998-1999            | 32 (32)           | 6    | 2      | 0      |
| Ibrahima Diedhiou       | Sénégal         | Attaquant         | 10/06/1987        | 2006-2007            | 9 (9)             | 0    | 1      | 0      |
| Duško Đurišić           | Serbie          | Défenseur         | 20/12/1977        | 2003-2004            | 12 (12)           | 0    | 1      | 1      |
| Lezou Doba              | Côte d'Ivoire   | Défenseur         | 25/12/1977        | 2002-2006            | 72 (72)           | 3    | 11     | 1      |
| Karol Dobiáš            | Tchécoslovaquie | Défenseur         | 18/10/1947        | 1980-1983            | 39 (39)           | 0    | 3      | 0      |
| Siniša Dobrasinović     | Serbie          | Milieu de terrain | 17/02/1977        | 1998-2000            | 5 (5)             | 0    | 0      | 0      |
| Olivier Doll            | Belgique        | Défenseur         | 9/06/1973         | 2004-2010            | 166 (166)         | 4    | 25     | 0      |
| José Ilson dos Santos   | Brésil          | Attaquant         | 29/11/1975        | 2003-2006            | 44 (44)           | 18   | 6      | 1      |
| Goran Drulić            | Serbie          | Attaquant         | 17/04/1977        | 2005-2006            | 13 (13)           | 4    | 4      | 0      |
| Grégory Dufer           | Belgique        | Milieu de terrain | 19/12/1981        | 2006-2007            | 12 (12)           | 1    | 0      | 0      |
| Joey Dujardin           | Belgique        | Défenseur         | 16/02/1996        | 2015-2016            | 0 (0)             | 0    | 0      | 0      |
| Frédéric Dupré          | Belgique        | Défenseur         | 12/05/1979        | 2007-2010            | 54 (54)           | 1    | 14     | 0      |
| Sergio Dutra Junior     | Brésil          | Milieu de terrain | 25/04/1988        | 2013-2014            | 20 (12)           | 6    | 3      | 0      |

## E
| Joueur               | Nationalité                      | Position          | Date de naissance | Période(s) | Matches (dont D1) | Buts | Jaunes | Rouges |
| -------------------- | -------------------------------- | ----------------- | ----------------- | ---------- | ----------------- | ---- | ------ | ------ |
| Peter Eikelboom      | Pays-Bas                         | Défenseur         | 19/06/1960        | 1988-1989  | 0 (0)             | 0    | 0      | 0      |
| Eric Ekounga         | Cameroun                         | Attaquant         | 24/02/1981        | 2003-2004  | 7 (5)             | 0    | 1      | 0      |
| Elos Elonga-Ekakia   | République démocratique du Congo | Attaquant         | 5/02/1974         | 1994-1998  | 86 (41)           | 29   | 25     | 3      |
| Karim El Bodmossi    | Belgique                         | Attaquant         | 14/01/1981        | 2000-2004  | 24 (24)           | 2    | 0      | 0      |
| Hassan El Mouataz    | Maroc                            | Défenseur         | 21/09/1981        | 2005-2013  | 127 (127)         | 3    | 19     | 3      |
| Philippe Elewaut     | Belgique                         | ?                 | 10/10/1962        | 1980-1983  | 0 (0)             | 0    | 0      | 0      |
| Preben Elkjær Larsen | Danemark                         | Attaquant         | 11/09/1957        | 1978-1984  | 115 (115)         | 96   | 12     | 1      |
| Lewis Enoh           | Cameroun                         | Attaquant         | 23/10/1992        | 2015-...   | 45 (44)           | 4    | 6      | 0      |
| John Etim            | Nigeria                          | Milieu de terrain | 5/11/1969         | 1988-1991  | 38 (38)           | 13   | 0      | 0      |
| Etienne Everaert     | Belgique                         | ?                 | 24/04/1948        | 1972-1977  | 8 (8)             | 0    | 0      | 0      |

## F
| Joueur             | Nationalité | Position          | Date de naissance | Période(s)           | Matches (dont D1) | Buts | Jaunes | Rouges |
| ------------------ | ----------- | ----------------- | ----------------- | -------------------- | ----------------- | ---- | ------ | ------ |
| Baye Djiby Fall    | Sénégal     | Attaquant         | 20/04/1985        | 2011-2012            | 2 (2)             | 2    | 0      | 0      |
| Walter Fernández   | Espagne     | Milieu de terrain | 14/08/1989        | 2013, 2014           | 11 (9)            | 1    | 0      | 0      |
| Geir Ludvig Fevang | Norvège     | Défenseur         | 17/11/1980        | 2010-2012            | 26 (26)           | 0    | 4      | 0      |
| Jakov Filipović    | Croatie     | Défenseur         | 17/10/1994        | 2017-...             | 39 (37)           | 1    | 3      | 0      |
| Predrag Filipović  | Monténégro  | Défenseur         | 12/01/1975        | 2005-2007            | 45 (45)           | 0    | 6      | 0      |
| Alfreð Finnbogason | Islande     | Attaquant         | 1/02/1989         | 2010-2012            | 15 (15)           | 4    | 1      | 0      |
| Aboubacar Fofana   | Guinée      | Attaquant         | 9/09/1983         | 2002-2004            | 7 (7)             | 2    | 1      | 0      |
| Frans Frans        | Belgique    | Milieu de terrain | 6/12/1920         | 1941-1950, 1955-1957 | 61 (0)            | 11   | 0      | 0      |

## G
| Joueur             | Nationalité | Position          | Date de naissance | Période(s)          | Matches (dont D1) | Buts | Jaunes | Rouges |
| ------------------ | ----------- | ----------------- | ----------------- | ------------------- | ----------------- | ---- | ------ | ------ |
| Alvaro Galindo     | Belgique    | ?                 | ?                 | 1972-1973           | 0 (0)             | 0    | 0      | 0      |
| Geórgios Galítsios | Grèce       | Défenseur         | 6/07/1986         | 2012-2017           | 174 (158)         | 2    | 21     | 3      |
| Bo Geens           | Belgique    | Gardien de but    | 10/08/1995        | 2013-2016, 2017-... | 0 (0)             | 0    | 0      | 0      |
| Ludo Geens         | Belgique    | Défenseur         | 12/03/1964        | 1988-1990           | 32 (32)           | 0    | 2      | 0      |
| Serge Geldof       | Belgique    | ?                 | 2/02/1964         | 1980-1981           | 0 (0)             | 0    | 0      | 0      |
| Karel Geraerts     | Belgique    | Milieu de terrain | 5/01/1982         | 2003-2004           | 16 (16)           | 1    | 1      | 0      |
| Johannes Gerritse  | Belgique    | ?                 | ?                 | 1973-1974           | 0 (0)             | 0    | 0      | 0      |
| Mohammad Ghadir    | Israël      | Attaquant         | 21/01/1991        | 2015                | 9 (8)             | 2    | 0      | 0      |
| Omer Golan         | Israël      | Attaquant         | 4/10/1982         | 2007-2010           | 58 (58)           | 11   | 8      | 0      |
| Jan Goossens       | Belgique    | Attaquant         | 4/07/1914         | 1949-1951           | 0 (0)             | 0    | 0      | 0      |
| Yves Goossens      | Belgique    | ?                 | 19/04/1972        | 1993-1995           | 0 (0)             | 0    | 0      | 0      |
| Fernand Goyvaerts  | Belgique    | Milieu de terrain | 24/10/1938        | 1973-1974           | 13 (0)            | 0    | 0      | 0      |
| Paolo Grbac        | Croatie     | Attaquant         | 9/07/1990         | 2012-2013           | 0 (0)             | 0    | 0      | 0      |
| Arnar Grétarsson   | Islande     | Milieu de terrain | 20/02/1972        | 2000-2006           | 157 (157)         | 36   | 16     | 1      |
| Arnór Guðjohnsen   | Islande     | Attaquant         | 30/07/1961        | 1978-1983           | 106 (106)         | 26   | 3      | 1      |
| Ibrahima Gueye     | Sénégal     | Défenseur         | 19/02/1978        | 2009-2013           | 77 (61)           | 8    | 9      | 2      |
| Davy Gysbrechts    | Belgique    | Défenseur         | 20/09/1972        | 1997-2000           | 47 (47)           | 0    | 8      | 0      |
| Ridwan Gyselinck   | Belgique    | Défenseur         | 11/06/1994        | 2014-2017           | 0 (0)             | 0    | 0      | 0      |

## H
| Joueur                          | Nationalité | Position          | Date de naissance | Période(s)           | Matches (dont D1) | Buts | Jaunes | Rouges |
| ------------------------------- | ----------- | ----------------- | ----------------- | -------------------- | ----------------- | ---- | ------ | ------ |
| Bram Hallaert                   | Belgique    | Milieu de terrain | 28/01/1985        | 2004-2005            | 0 (0)             | 0    | 0      | 0      |
| Peter Hallaert                  | Belgique    | Défenseur         | 25/01/1966        | 1991-1995            | 82 (51)           | 1    | 10     | 2      |
| Aage Hansen                     | Danemark    | Attaquant         | 7/12/1951         | 1974-1977            | 23 (23)           | 6    | 0      | 0      |
| Guy Hanssens                    | Belgique    | Milieu de terrain | 22/03/1953        | 1976-1979            | 26 (26)           | 0    | 0      | 0      |
| Hamdi Harbaoui                  | Tunisie     | Attaquant         | 5/01/1985         | 2011-2014, 2015-2016 | 44 (44)           | 20   | 8      | 0      |
| Besnik Hasi                     | Albanie     | Milieu de terrain | 29/12/1971        | 2005-2007            | 35 (35)           | 1    | 3      | 1      |
| Jorge Hedilazio                 | Angola      | Milieu de terrain | 17/12/1974        | 1991-1995            | 5 (2)             | 0    | 1      | 0      |
| André Heerwegh                  | Belgique    | Défenseur         | 17/01/1955        | 1984-1986            | 0 (0)             | 1    | 0      | 0      |
| Ortwin Helderwert               | Belgique    | Milieu de terrain | 20/04/1983        | 2001-2002            | 1 (1)             | 0    | 0      | 0      |
| Auðun Helgason                  | Islande     | Défenseur         | 18/06/1974        | 2000-2002            | 40 (40)           | 0    | 3      | 1      |
| Marc Hendrikx                   | Belgique    | Milieu de terrain | 2/07/1974         | 2004-2006            | 29 (29)           | 5    | 5      | 0      |
| Arthur Henrique Ricciardi Oyama | Brésil      | Défenseur         | 14/01/1987        | 2014-2016            | 6 (5)             | 0    | 0      | 0      |
| Roger Henrotay                  | Belgique    | Milieu de terrain | 28/05/1949        | 1976-1979            | 29 (29)           | 3    | 0      | 0      |
| Joris Heylen                    | Belgique    | Milieu de terrain | 27/12/1969        | 1995-1996            | 33 (0)            | 1    | 5      | 0      |
| Ivan Heyninck                   | Belgique    | ?                 | 17/05/1953        | 1972-1973            | 0 (0)             | 0    | 0      | 0      |
| Jaak Hillaert                   | Belgique    | ?                 | ?                 | 1972-1973            | 0 (0)             | 0    | 0      | 0      |
| Dirk Hinderyckx                 | Belgique    | Milieu de terrain | 15/12/1956        | 1977-1979            | 1 (1)             | 0    | 0      | 0      |
| Rudi Hoes                       | Belgique    | Défenseur         | 12/06/1968        | 1989-1995            | 102 (68)          | 2    | 6      | 0      |
| Bob Hoogenboom                  | Pays-Bas    | Gardien de but    | 6/05/1949         | 1974-1988            | 449 (449)         | 1    | 9      | 1      |
| Guus Hupperts                   | Pays-Bas    | Attaquant         | 25/04/1992        | 2016-...             | 54 (53)           | 9    | 2      | 0      |
| Theo Husers                     | Pays-Bas    | Milieu de terrain | 21/01/1951        | 1977-1978            | 16 (16)           | 0    | 0      | 0      |

## I
| Joueur               | Nationalité                      | Position          | Date de naissance | Période(s) | Matches (dont D1) | Buts | Jaunes | Rouges |
| -------------------- | -------------------------------- | ----------------- | ----------------- | ---------- | ----------------- | ---- | ------ | ------ |
| Milan Ičin           | Yougoslavie                      | Milieu de terrain | 8/08/1960         | 1985-1987  | 19 (19)           | 1    | 1      | 0      |
| Sverrir Ingi Ingason | Islande                          | Défenseur         | 5/08/1993         | 2015-2016  | 70 (67)           | 1    | 10     | 1      |
| Christiaan Ingels    | Belgique                         | ?                 | 2/08/1954         | 1974-1975  | 0 (0)             | 0    | 0      | 0      |
| Roland Ingels        | Belgique                         | Défenseur         | 30/10/1948        | 1972-1983  | 84 (84)           | 1    | 1      | 0      |
| Blaise Issankoy      | République démocratique du Congo | Milieu de terrain | 13/03/1979        | 2000-2001  | 0 (0)             | 0    | 0      | 0      |
| Arne Ivens           | Belgique                         | Milieu de terrain | 29/01/1988        | 2008-2010  | 1 (1)             | 0    | 0      | 0      |

## J
| Joueur           | Nationalité | Position          | Date de naissance | Période(s) | Matches (dont D1) | Buts | Jaunes | Rouges |
| ---------------- | ----------- | ----------------- | ----------------- | ---------- | ----------------- | ---- | ------ | ------ |
| Patrick Jacobs   | Belgique    | Milieu de terrain | 29/11/1966        | 1991-1993  | 37 (37)           | 1    | 0      | 0      |
| Nikola Jambor    | Croatie     | Milieu de terrain | 25/09/1995        | 2016-2017  | 9 (9)             | 0    | 1      | 0      |
| Boban Jančevski  | Macédoine   | Attaquant         | 30/04/1978        | 2007-2008  | 7 (7)             | 0    | 0      | 0      |
| Dawid Janczyk    | Pologne     | Attaquant         | 23/09/1987        | 2008-2010  | 31 (31)           | 14   | 4      | 0      |
| Čedomir Janevski | Macédoine   | Défenseur         | 3/07/1961         | 1996-1997  | 31 (31)           | 0    | 7      | 1      |
| Pier Janssen     | Belgique    | Milieu de terrain | 9/09/1956         | 1989-1992  | 55 (55)           | 6    | 8      | 0      |
| Chris Janssens   | Belgique    | Défenseur         | 12/06/1969        | 1996-2001  | 148 (148)         | 41   | 47     | 2      |
| Léon Janssoone   | Belgique    | ?                 | 25/09/1961        | 1982-1983  | 0 (0)             | 0    | 0      | 0      |
| Ivan Jovanović   | Serbie      | Milieu de terrain | 1/12/1978         | 2006-2007  | 1 (1)             | 0    | 0      | 0      |
| Ivica Jovanović  | Serbie      | Attaquant         | 4/12/1987         | 2005-2006  | 1 (1)             | 0    | 0      | 0      |
| Stjepan Jukić    | Croatie     | Milieu de terrain | 10/12/1979        | 2005-2007  | 16 (16)           | 3    | 4      | 0      |
| Jef Jurion       | Belgique    | Milieu de terrain | 24/02/1937        | 1971-1974  | 0 (0)             | 0    | 0      | 0      |

## K
| Joueur               | Nationalité                      | Position          | Date de naissance | Période(s) | Matches (dont D1) | Buts | Jaunes | Rouges |
| -------------------- | -------------------------------- | ----------------- | ----------------- | ---------- | ----------------- | ---- | ------ | ------ |
| Brima Kanu           | Sierra Leone                     | Milieu de terrain | 18/08/1978        | 1996-1998  | 1 (1)             | 0    | 0      | 0      |
| Musa Kanu            | Sierra Leone                     | Défenseur         | 4/03/1976         | 1992-1999  | 112 (46)          | 14   | 9      | 1      |
| Suad Katana          | Bosnie-Herzégovine               | Défenseur         | 6/04/1969         | 1999-2004  | 89 (89)           | 0    | 9      | 0      |
| Onür Kaya            | Belgique                         | Milieu de terrain | 20/04/1986        | 2014       | 9 (8)             | 0    | 0      | 0      |
| Samy Kehli           | France                           | Milieu de terrain | 27/01/1991        | 2017       | 18 (16)           | 1    | 3      | 0      |
| Stephen Keshi        | Nigeria                          | Défenseur         | 23/01/1962        | 1985-1987  | 32 (32)           | 6    | 3      | 1      |
| Ruben Ketels         | Belgique                         | Milieu de terrain | 29/08/1992        | 2010-2013  | 0 (0)             | 0    | 0      | 0      |
| Rigo Kidoda-Buayi    | République du Congo              | Attaquant         | 11/09/1976        | 1998-2000  | 2 (2)             | 0    | 0      | 0      |
| Jean-Paul Kielo-Lezi | République démocratique du Congo | Attaquant         | 4/05/1984         | 2005-2006  | 6 (6)             | 0    | 0      | 0      |
| Papy Kimoto          | République démocratique du Congo | Attaquant         | 22/07/1976        | 1999-2003  | 70 (70)           | 13   | 4      | 1      |
| Jan Koller           | République tchèque               | Attaquant         | 30/03/1973        | 1996-1999  | 97 (97)           | 42   | 5      | 2      |
| Grgica Kovač         | Yougoslavie                      | Défenseur         | 5/06/1966         | 1992-1993  | 11 (11)           | 0    | 3      | 0      |
| Sergej Kovalenko     | Ukraine                          | Attaquant         | 10/05/1984        | 2006-2007  | 1 (1)             | 0    | 0      | 0      |
| Ján Kozák            | Slovaquie                        | Milieu de terrain | 22/04/1980        | 1998-2000  | 9 (9)             | 0    | 0      | 0      |
| Munever Krajišnik    | Yougoslavie                      | Attaquant         | 5/11/1962         | 1989-1992  | 7 (7)             | 0    | 0      | 0      |
| Rúnar Kristinsson    | Islande                          | Milieu de terrain | 5/09/1969         | 2000-2007  | 195 (195)         | 41   | 29     | 1      |

## L
| Joueur               | Nationalité | Position          | Date de naissance | Période(s) | Matches (dont D1) | Buts | Jaunes | Rouges |
| -------------------- | ----------- | ----------------- | ----------------- | ---------- | ----------------- | ---- | ------ | ------ |
| Ilias Labiad         | Belgique    | Défenseur         | 29/11/1992        | 2012-2014  | 0 (0)             | 0    | 0      | 0      |
| Éric Lacroix         | Belgique    | Attaquant         | 5/09/1955         | 1980-1981  | 1 (1)             | 0    | 0      | 0      |
| Bert Lamaire         | Belgique    | Défenseur         | 28/04/1971        | 1997-1998  | 8 (8)             | 0    | 1      | 0      |
| Ronny Laroy          | Belgique    | ?                 | 4/08/1960         | 1978-1990  | 105 (105)         | 5    | 6      | 0      |
| Grzegorz Lato        | Pologne     | Attaquant         | 8/04/1950         | 1980-1983  | 64 (64)           | 12   | 0      | 0      |
| Yusuf Lawal          | Nigeria     | Attaquant         | 23/03/1998        | 2017-...   | 7 (7)             | 0    | 1      | 0      |
| Jugoslav Lazić       | Serbie      | Gardien de but    | 12/12/1979        | 2004-2015  | 105 (105)         | 0    | 9      | 1      |
| Jaak Leemans         | Belgique    | ?                 | 1/03/1946         | 1974-1975  | 1 (1)             | 0    | 0      | 0      |
| Ivan Leko            | Croatie     | Milieu de terrain | 7/02/1978         | 2009-2014  | 63 (63)           | 7    | 6      | 0      |
| Nicolas Lemaire      | Belgique    | Gardien de but    | 20/07/1993        | 2012-2014  | 0 (0)             | 0    | 0      | 0      |
| Kubu Lembi           | Zaïre       | Milieu de terrain | 10/05/1970        | 1990-1993  | 60 (60)           | 5    | 4      | 0      |
| Mbaye Leye           | Sénégal     | Attaquant         | 1/12/1982         | 2014-2015  | 42 (38)           | 8    | 3      | 0      |
| Luc Limpens          | Belgique    | Défenseur         | 3/04/1962         | 1987-1988  | 0 (0)             | 0    | 0      | 0      |
| Edward Linskens      | Pays-Bas    | Milieu de terrain | 6/11/1968         | 1996-1997  | 20 (20)           | 3    | 2      | 0      |
| Włodzimierz Lubański | Pologne     | Attaquant         | 28/02/1947        | 1975-1982  | 197 (197)         | 83   | 2      | 0      |
| Dejan Lukić          | Yougoslavie | Attaquant         | 28/09/1965        | 1991-1992  | 1 (1)             | 0    | 0      | 0      |

## M
| Joueur                 | Nationalité                      | Position          | Date de naissance | Période(s)           | Matches (dont D1) | Buts | Jaunes | Rouges |
| ---------------------- | -------------------------------- | ----------------- | ----------------- | -------------------- | ----------------- | ---- | ------ | ------ |
| Moussa Maazou          | Niger                            | Attaquant         | 25/08/1988        | 2007-2009            | 31 (31)           | 15   | 8      | 1      |
| Piet Maes              | Belgique                         | Milieu de terrain | 19/07/1976        | 1994-1995            | 1 (0)             | 0    | 0      | 0      |
| Bureima Maiga          | Burkina Faso                     | Milieu de terrain | 15/11/1983        | 2001-2003            | 0 (0)             | 0    | 0      | 0      |
| Ognjen Majdov          | Croatie                          | Défenseur         | 25/08/1974        | 1999-2000            | 9 (9)             | 0    | 0      | 0      |
| Sanharib Malki Sabah   | Syrie                            | Attaquant         | 1/03/1984         | 2009-2012            | 25 (25)           | 2    | 1      | 0      |
| Robin Mantel           | Belgique                         | Gardien de but    | 15/11/2000        | 2018-...             | 0 (0)             | 0    | 0      | 0      |
| Singa Manzangala       | République démocratique du Congo | Attaquant         | 1/08/1981         | 2001-2002            | 2 (2)             | 0    | 0      | 0      |
| Soares Marcos          | Belgique                         | ?                 | 1/12/1977         | 1994-1995            | 5 (0)             | 0    | 0      | 0      |
| Lukáš Mareček          | République tchèque               | Milieu de terrain | 17/04/1990        | 2018-...             | 14 (14)           | 1    | 3      | 0      |
| Mijat Marić            | Suisse                           | Milieu de terrain | 30/04/1984        | 2010-...             | 184 (175)         | 32   | 28     | 1      |
| Miloš Marić            | Serbie                           | Milieu de terrain | 5/03/1982         | 2012-2013            | 36 (33)           | 6    | 0      | 0      |
| Geert Mariman          | Belgique                         | Milieu de terrain | 18/02/1965        | 1985-1986            | 0 (0)             | 0    | 0      | 0      |
| Gary Martin            | Angleterre                       | Attaquant         | 10/10/1990        | 2017                 | 14 (14)           | 0    | 0      | 0      |
| Stefano Marzo          | Belgique                         | Défenseur         | 22/03/1991        | 2017-...             | 26 (25)           | 1    | 5      | 1      |
| Goran Maznov           | Macédoine                        | Attaquant         | 22/04/1981        | 2006-2007            | 23 (23)           | 2    | 1      | 0      |
| Marcel Mbayo Kibemba   | République démocratique du Congo | Attaquant         | 23/04/1978        | 1999-2001, 2006-2011 | 153 (153)         | 12   | 17     | 1      |
| Georges Mbida-Messi    | Cameroun                         | Milieu de terrain | 8/12/1980         | 2002-2004            | 6 (6)             | 0    | 0      | 0      |
| Didier Mbuyu           | Belgique                         | Défenseur         | 24/11/1965        | 1982-1989            | 119 (119)         | 5    | 8      | 0      |
| Dimitri Mbuyu          | Belgique                         | Attaquant         | 31/10/1964        | 1983-1987            | 100 (100)         | 34   | 2      | 0      |
| Tjorven Melens         | Belgique                         | Milieu de terrain | 3/02/1997         | 2015-2018            | 0 (0)             | 0    | 0      | 0      |
| Dario Melnjak          | Croatie                          | Défenseur         | 31/10/1992        | 2015-2016            | 17 (16)           | 0    | 2      | 0      |
| Jean Alassane Mendy    | Norvège                          | Attaquant         | 2/02/1990         | 2018                 | 2 (2)             | 0    | 0      | 0      |
| Roger Mergaey          | Belgique                         | Attaquant         | 11/04/1943        | 1972-1973            | 0 (0)             | 10   | 0      | 0      |
| Gregory Mertens        | Belgique                         | Défenseur         | 2/02/1991         | 2014-2015            | 37 (28)           | 0    | 5      | 0      |
| Ferenc Mészáros        | Hongrie                          | Attaquant         | 6/07/1963         | 1987-1993            | 101 (101)         | 47   | 6      | 0      |
| Julian Michel          | France                           | Milieu de terrain | 19/02/1992        | 2017-...             | 26 (24)           | 1    | 0      | 0      |
| Albert Michiels        | Belgique                         | Milieu de terrain | 14/03/1939        | 1957-1959            | 0 (0)             | 0    | 0      | 0      |
| Kurt Migom             | Belgique                         | ?                 | 25/04/1962        | 1978-1979            | 0 (0)             | 0    | 0      | 0      |
| Zvonko Milojević       | Serbie                           | Gardien de but    | 30/08/1971        | 2003-2007            | 42 (42)           | 0    | 1      | 0      |
| Cédric Mingiedi        | Belgique                         | Milieu de terrain | 5/12/1994         | 2011-2015            | 0 (0)             | 0    | 0      | 0      |
| Nathan Mingiedi        | Belgique                         | Milieu de terrain | 22/12/1997        | 2014-2015, 2016-2018 | 1 (0)             | 0    | 0      | 0      |
| Marko Mirić            | Serbie                           | Attaquant         | 26/03/1987        | 2015-...             | 89 (85)           | 16   | 15     | 0      |
| Željko Mitrakovič      | Slovénie                         | Milieu de terrain | 30/12/1972        | 1999-2000            | 14 (14)           | 1    | 4      | 0      |
| Cédric Mitu            | République du Congo              | Attaquant         | 14/01/1995        | 2012-2014            | 0 (0)             | 0    | 0      | 0      |
| Dennis Moerenhout      | Belgique                         | Attaquant         | 20/01/1981        | 2000-2002            | 0 (0)             | 0    | 0      | 0      |
| Benjamin Mokulu        | République démocratique du Congo | Attaquant         | 11/10/1989        | 2009-2013            | 115 (104)         | 21   | 6      | 0      |
| Tony Mols              | Belgique                         | Défenseur         | 8/01/1969         | 1993-1998            | 120 (42)          | 5    | 9      | 2      |
| Raymond Mommens        | Belgique                         | Milieu de terrain | 27/12/1958        | 1975-1986            | 306 (306)         | 59   | 7      | 0      |
| Arno Monsecour         | Belgique                         | Défenseur         | 18/01/1996        | 2015-...             | 17 (16)           | 0    | 5      | 0      |
| Johan Moors            | Belgique                         | Attaquant         | 1/02/1965         | 1988-1990            | 8 (8)             | 1    | 0      | 0      |
| Tracy Mpati            | Belgique                         | Défenseur         | 21/03/1992        | 2017-...             | 21 (20)           | 0    | 2      | 1      |
| Serge Mputu Mbungu     | République démocratique du Congo | Attaquant         | 21/05/1980        | 2000-2003            | 12 (12)           | 0    | 0      | 0      |
| Alen Mrzlecki          | Croatie                          | Défenseur         | 13/05/1974        | 2001-2002, 2003-2004 | 1 (1)             | 0    | 0      | 0      |
| Veldin Muharemović     | Bosnie-Herzégovine               | Milieu de terrain | 6/12/1984         | 2007-2010            | 46 (46)           | 0    | 8      | 1      |
| Antoine Mukala Kabemba | République démocratique du Congo | Attaquant         | 16/08/1974        | 1993-1994            | 0 (0)             | 0    | 0      | 0      |
| Jan Musil              | Belgique                         | ?                 | ?                 | 1996-1997            | 0 (0)             | 0    | 0      | 0      |
| Camille Muzinga        | République démocratique du Congo | Milieu de terrain | 12/06/1980        | 1999-2000, 2001-2004 | 28 (28)           | 0    | 7      | 1      |
| Marko Myyry            | Finlande                         | Milieu de terrain | 15/11/1967        | 1989-1994            | 145 (126)         | 20   | 8      | 0      |

## N
| Joueur            | Nationalité                      | Position          | Date de naissance | Période(s) | Matches (dont D1) | Buts | Jaunes | Rouges |
| ----------------- | -------------------------------- | ----------------- | ----------------- | ---------- | ----------------- | ---- | ------ | ------ |
| Petar Nadoveza    | Yougoslavie                      | Attaquant         | 12/04/1944        | 1973-1975  | 18 (18)           | 6    | 0      | 0      |
| Patrick Naudts    | Belgique                         | Milieu de terrain | 21/07/1965        | 1982-1995  | 118 (88)          | 1    | 20     | 1      |
| Évariste Ngolok   | Belgique                         | Milieu de terrain | 15/11/1988        | 2014-2017  | 38 (29)           | 8    | 1      | 0      |
| Angelo Nijskens   | Pays-Bas                         | Attaquant         | 1/06/1963         | 1982-1993  | 76 (76)           | 46   | 1      | 1      |
| Novica Nikčević   | Slovénie                         | Attaquant         | 7/10/1972         | 1999-2000  | 16 (16)           | 4    | 1      | 0      |
| Branislav Niňaj   | Slovaquie                        | Défenseur         | 17/05/1994        | 2015-2017  | 43 (41)           | 1    | 6      | 0      |
| Frank Nollet      | Belgique                         | Milieu de terrain | 2/06/1959         | 1976-1979  | 13 (13)           | 0    | 0      | 0      |
| Tars Notteboom    | Belgique                         | Milieu de terrain | 18/01/1996        | 2014-2016  | 0 (0)             | 0    | 0      | 0      |
| Hervé Nzelo-Lembi | République démocratique du Congo | Défenseur         | 25/08/1975        | 1992-1995  | 48 (2)            | 13   | 9      | 1      |

## O
| Joueur                       | Nationalité   | Position          | Date de naissance | Période(s) | Matches (dont D1) | Buts | Jaunes | Rouges |
| ---------------------------- | ------------- | ----------------- | ----------------- | ---------- | ----------------- | ---- | ------ | ------ |
| Denis Odoi                   | Belgique      | Défenseur         | 27/05/1988        | 2013-2016  | 109 (101)         | 1    | 13     | 1      |
| Mohamed Ofkir                | Norvège       | Attaquant         | 4/08/1996         | 2017       | 9 (9)             | 0    | 0      | 0      |
| Peter Ogaba                  | Nigeria       | Défenseur         | 24/09/1974        | 1991-1993  | 11 (11)           | 0    | 2      | 0      |
| Adékanmi Olufadé             | Togo          | Attaquant         | 7/01/1980         | 2000-2001  | 13 (13)           | 7    | 3      | 0      |
| Maxime Onébo                 | Côte d'Ivoire | ?                 | 17/12/1965        | 1985-1987  | 1 (1)             | 0    | 1      | 0      |
| Onyeka Onwuekelu Chukwunonso | Nigeria       | Attaquant         | 15/03/1988        | 2008-2009  | 2 (2)             | 0    | 0      | 0      |
| Étienne Opdorp               | Belgique      | ?                 | ?                 | 1972-1973  | 0 (0)             | 0    | 0      | 0      |
| Jean-Michel Ost              | Belgique      | ?                 | 25/10/1959        | 1978-1981  | 3 (3)             | 0    | 0      | 0      |
| Kassi Ouédraogo              | Burkina Faso  | Attaquant         | 17/03/1983        | 2003-2004  | 5 (5)             | 0    | 0      | 0      |
| Killian Overmeire            | Belgique      | Milieu de terrain | 6/12/1985         | 2003-...   | 331 (315)         | 12   | 46     | 1      |

## P
| Joueur                       | Nationalité        | Position          | Date de naissance | Période(s)      | Matches (dont D1) | Buts | Jaunes | Rouges |
| ---------------------------- | ------------------ | ----------------- | ----------------- | --------------- | ----------------- | ---- | ------ | ------ |
| Tommi Paavola                | Finlande           | Attaquant         | 9/12/1965         | 1990-1993       | 25 (25)           | 1    | 0      | 0      |
| Kurt Pacque                  | Belgique           | ?                 | 9/07/1969         | 1986-1987       | 0 (0)             | 0    | 0      | 0      |
| Erwin Palmers                | Belgique           | Milieu de terrain | 28/03/1968        | 1987-1990       | 19 (19)           | 1    | 0      | 0      |
| Saïdou Panandétiguiri        | Burkina Faso       | Défenseur         | 22/03/1984        | 2004-2008       | 92 (92)           | 0    | 21     | 2      |
| Ayanda Patosi                | Afrique du Sud     | Milieu de terrain | 31/08/1992        | 2011-2017       | 97 (87)           | 14   | 3      | 0      |
| Nebojša Pavlović             | Serbie             | Milieu de terrain | 9/04/1981         | 2007-2009       | 49 (49)           | 1    | 11     | 0      |
| Krzysztof Pawlak             | Pologne            | Défenseur         | 12/02/1958        | 1987-1988       | 0 (0)             | 2    | 0      | 0      |
| Marcel Peeper                | Pays-Bas           | Milieu de terrain | 9/09/1965         | 1993-1997       | 126 (31)          | 16   | 7      | 0      |
| Bart Peeters                 | Belgique           | Gardien de but    | 4/03/1974         | 1997-1999       | 7 (7)             | 0    | 0      | 0      |
| Martin Pěnička               | République tchèque | Défenseur         | 10/12/1969        | 1997-2000       | 77 (77)           | 10   | 15     | 1      |
| Jérémy Perbet                | France             | Attaquant         | 12/12/1984        | 2009-2011       | 8 (8)             | 0    | 0      | 0      |
| Paulo Marcel Pereira Merabet | Brésil             | Attaquant         | 22/02/1979        | 2004-2005       | 5 (5)             | 0    | 0      | 0      |
| Gunther Perreman             | Belgique           | ?                 | 13/08/1969        | 1986-1987       | 0 (0)             | 0    | 0      | 0      |
| Koen Persoons                | Belgique           | Milieu de terrain | 12/07/1983        | 2010-2017       | 139 (126)         | 10   | 35     | 4      |
| João Carlos Pinto Chaves     | Brésil             | Défenseur         | 1/01/1982         | 2004-2008, 2016 | 132 (131)         | 9    | 14     | 0      |
| Wim Poppe                    | Belgique           | ?                 | 26/10/1970        | 1993-1995       | 5 (0)             | 0    | 1      | 0      |
| Wilfried Puis                | Belgique           | Attaquant         | 18/02/1943        | 1972-1976       | 38 (38)           | 3    | 0      | 0      |

## Q
| Joueur       | Nationalité | Position  | Date de naissance | Période(s) | Matches (dont D1) | Buts | Jaunes | Rouges |
| ------------ | ----------- | --------- | ----------------- | ---------- | ----------------- | ---- | ------ | ------ |
| Alex Querter | Belgique    | Défenseur | 18/12/1957        | 1975-1978  | 0 (0)             | 0    | 0      | 0      |

## R
| Joueur               | Nationalité | Position          | Date de naissance | Période(s) | Matches (dont D1) | Buts | Jaunes | Rouges |
| -------------------- | ----------- | ----------------- | ----------------- | ---------- | ----------------- | ---- | ------ | ------ |
| Ian Raeymaekers      | Belgique    | Milieu de terrain | 30/01/1995        | 2011-2014  | 0 (0)             | 0    | 0      | 0      |
| Joher Khadim Rassoul | Belgique    | Milieu de terrain | 31/12/1995        | 2015-...   | 64 (62)           | 0    | 12     | 1      |
| Jordan Remacle       | Belgique    | Milieu de terrain | 14/02/1987        | 2013-2015  | 34 (24)           | 3    | 1      | 0      |
| Robbie Ringoet       | Belgique    | Milieu de terrain | 9/04/1997         | 2014-2017  | 0 (0)             | 0    | 0      | 0      |
| Stani Rogiers        | Belgique    | ?                 | 28/06/1950        | 1972-1975  | 16 (16)           | 0    | 0      | 0      |
| Claude Rousseau      | Belgique    | Attaquant         | 26/09/1968        | 1989-1990  | 2 (2)             | 0    | 0      | 0      |
| Petter Rudi          | Norvège     | Milieu de terrain | 17/09/1973        | 2001-2002  | 13 (13)           | 2    | 2      | 1      |
| Peter Rufai          | Nigeria     | Gardien de but    | 24/08/1963        | 1987-1989  | 0 (0)             | 0    | 0      | 0      |
| Johan Ryckbosch      | Belgique    | ?                 | 18/09/1964        | 1987-1989  | 4 (4)             | 0    | 0      | 0      |

## S
| Joueur              | Nationalité                      | Position          | Date de naissance | Période(s)           | Matches (dont D1) | Buts | Jaunes | Rouges |
| ------------------- | -------------------------------- | ----------------- | ----------------- | -------------------- | ----------------- | ---- | ------ | ------ |
| Stefan Saey         | Belgique                         | Attaquant         | 3/02/1977         | 1994-1998            | 1 (0)             | 0    | 0      | 0      |
| Enes Sağlık         | Belgique                         | Milieu de terrain | 8/07/1991         | 2012-2013            | 39 (39)           | 1    | 0      | 0      |
| Anton Saroka        | Biélorussie                      | Attaquant         | 5/03/1992         | 2018-...             | 0 (0)             | 0    | 0      | 0      |
| Pierrot Schiepers   | Belgique                         | ?                 | 12/02/1960        | 1988-1989, 1990-1991 | 2 (2)             | 0    | 0      | 0      |
| Koen Schockaert     | Belgique                         | Attaquant         | 13/02/1978        | 1994-1998            | 78 (41)           | 17   | 5      | 1      |
| Rony Schollaert     | Belgique                         | ?                 | 14/11/1968        | 1986-1991            | 0 (0)             | 0    | 0      | 0      |
| Alexander Scholz    | Danemark                         | Défenseur         | 24/10/1992        | 2013-2014            | 33 (21)           | 0    | 4      | 1      |
| Johan Schoofs       | Belgique                         | Défenseur         | 14/02/1964        | 1984-1996            | 255 (176)         | 7    | 20     | 2      |
| Ebrahim Seedat      | Belgique                         | Milieu de terrain | 18/06/1993        | 2011-2012            | 0 (0)             | 0    | 0      | 0      |
| Samson Siasia       | Nigeria                          | Attaquant         | 14/08/1967        | 1987-1993            | 113 (113)         | 26   | 3      | 0      |
| Jurgen Sierens      | Belgique                         | Gardien de but    | 10/04/1976        | 1996-2001            | 9 (9)             | 0    | 0      | 0      |
| Ari Freyr Skúlason  | Islande                          | Défenseur         | 14/05/1987        | 2016-...             | 68 (64)           | 9    | 10     | 0      |
| Luciano Slagveer    | Pays-Bas                         | Milieu de terrain | 5/10/1993         | 2017                 | 3 (3)             | 0    | 0      | 0      |
| Sulejman Smajić     | Bosnie-Herzégovine               | Milieu de terrain | 13/08/1984        | 2009-2011            | 28 (28)           | 3    | 7      | 0      |
| Ivan Smet           | Belgique                         | ?                 | 5/09/1959         | 1977-1978            | 0 (0)             | 0    | 0      | 0      |
| Eddy Snelders       | Belgique                         | Milieu de terrain | 9/04/1959         | 1980-1982            | 30 (30)           | 6    | 4      | 1      |
| Karel Snoeckx       | Belgique                         | Milieu de terrain | 29/10/1973        | 1997-1999            | 62 (62)           | 6    | 5      | 0      |
| Eugenio Soarez      | Belgique                         | ?                 | 6/10/1979         | 2004-2005            | 0 (0)             | 0    | 0      | 0      |
| Robin Söder         | Suède                            | Attaquant         | 1/04/1991         | 2017-...             | 37 (36)           | 8    | 2      | 0      |
| Tomo Šokota         | Croatie                          | Attaquant         | 8/04/1977         | 2009-2010            | 23 (23)           | 4    | 2      | 0      |
| Seyfo Soley         | Gambie                           | Milieu de terrain | 16/02/1980        | 2000-2002            | 48 (48)           | 0    | 9      | 3      |
| Ibrahim Somé        | République démocratique du Congo | Attaquant         | 24/05/1988        | 2007-2008            | 3 (3)             | 0    | 0      | 0      |
| Ronald Somers       | Belgique                         | Milieu de terrain | 3/01/1953         | 1975-1988            | 158 (158)         | 7    | 4      | 0      |
| Olivier Speltdooren | Belgique                         | Défenseur         | 24/08/1990        | 2009-2011            | 0 (0)             | 0    | 0      | 0      |
| Stefaan Staelens    | Belgique                         | Défenseur         | 25/02/1972        | 1992-2000            | 165 (104)         | 9    | 31     | 3      |
| Patrick Stalmans    | Belgique                         | Milieu de terrain | 31/10/1959        | 1988-1991            | 109 (88)          | 7    | 3      | 0      |
| Filip Starzyński    | Pologne                          | Milieu de terrain | 27/05/1991        | 2015                 | 10 (9)            | 1    | 0      | 1      |
| Branko Stojanovic   | RF Yougoslavie                   | Attaquant         | 14/02/1969        | 1997-1998            | 13 (13)           | 3    | 3      | 0      |
| Milan Stojanovic    | Serbie                           | Milieu de terrain | 10/05/1988        | 2006-2008            | 2 (2)             | 0    | 0      | 0      |
| Bob Straetman       | Belgique                         | Attaquant         | 29/12/1997        | 2016-...             | 40 (39)           | 3    | 2      | 0      |
| Christian Strobbe   | Belgique                         | ?                 | 4/11/1959         | 1980-1981            | 0 (0)             | 0    | 0      | 0      |
| Avi Strul           | Israël                           | Défenseur         | 18/09/1980        | 2008-2010            | 45 (45)           | 1    | 10     | 0      |
| Antti Sumiala       | Finlande                         | Attaquant         | 20/02/1974        | 1993-1994            | 24 (0)            | 14   | 1      | 0      |
| Pieter Suykerbuyck  | Pays-Bas                         | ?                 | 30/06/1949        | 1972-1976            | 24 (24)           | 37   | 0      | 0      |
| Ronny Switzynck     | Belgique                         | Milieu de terrain | 15/09/1969        | 1989-1990            | 1 (1)             | 0    | 0      | 0      |
| Abdoul Karim Sylla  | Guinée                           | Milieu de terrain | 10/01/1981        | 2001-2004            | 18 (18)           | 1    | 1      | 0      |
| Frank Symons        | Belgique                         | ?                 | 23/02/1983        | 2001-2002            | 0 (0)             | 0    | 0      | 0      |

## T
| Joueur                 | Nationalité                      | Position          | Date de naissance | Période(s)          | Matches (dont D1) | Buts | Jaunes | Rouges |
| ---------------------- | -------------------------------- | ----------------- | ----------------- | ------------------- | ----------------- | ---- | ------ | ------ |
| Koen Tackaert          | Belgique                         | ?                 | 27/08/1986        | 2004-2005           | 0 (0)             | 0    | 0      | 0      |
| Danny Taelman          | Belgique                         | ?                 | 15/06/1957        | 1974-1975           | 0 (0)             | 0    | 0      | 0      |
| Calogero Taibi         | Belgique                         | Milieu de terrain | 16/11/1966        | 1989-1993           | 95 (95)           | 6    | 2      | 0      |
| Patiyo Tambwe          | République démocratique du Congo | Attaquant         | 7/01/1984         | 2006-2009           | 62 (62)           | 15   | 5      | 1      |
| Jérémy Taravel         | France                           | Défenseur         | 17/04/1987        | 2010-2013           | 110 (74)          | 11   | 19     | 1      |
| Dale Tempest           | Angleterre                       | Attaquant         | 13/12/1963        | 1986-1988           | 27 (27)           | 4    | 3      | 0      |
| Mehdi Terki            | Algérie                          | Milieu de terrain | 27/09/1991        | 2016-...            | 79 (75)           | 5    | 12     | 2      |
| Maciel Santiago Thiago | Belgique                         | ?                 | 3/05/1985         | 2006-2007           | 0 (0)             | 0    | 0      | 0      |
| Guy Thys               | Belgique                         | Attaquant         | 6/12/1922         | 1958-1959           | 0 (0)             | 0    | 0      | 0      |
| Olivier Tia            | Côte d'Ivoire                    | Attaquant         | 22/12/1982        | 2005                | 0 (0)             | 0    | 0      | 0      |
| Mario Tičinović        | Croatie                          | Défenseur         | 20/08/1991        | 2015-2017, 2018-... | 75 (71)           | 1    | 11     | 0      |
| Ronny Tielemans        | Belgique                         | Milieu de terrain | 3/10/1950         | 1972-1975           | 31 (31)           | 1    | 0      | 0      |
| Mohammed Timoumi       | Maroc                            | Milieu de terrain | 15/01/1960        | 1987-1989           | 0 (0)             | 5    | 0      | 0      |
| Mickaël Tirpan         | Belgique                         | Défenseur         | 23/10/1993        | 2018-...            | 0 (0)             | 0    | 0      | 0      |
| Jim Tolmie             | Écosse                           | Attaquant         | 21/11/1960        | 1981-1983           | 14 (14)           | 0    | 0      | 0      |
| Bart Tonnelier         | Belgique                         | ?                 | 19/04/1973        | 1991-1993           | 1 (1)             | 0    | 0      | 0      |
| Stefaan Toporek        | Belgique                         | ?                 | 2/09/1964         | 1994-1995           | 11 (0)            | 3    | 1      | 0      |
| Remco Torken           | Pays-Bas                         | Attaquant         | 3/01/1972         | 1995-1997           | 51 (17)           | 33   | 6      | 0      |
| Juan Torres            | États-Unis                       | Milieu de terrain | 26/07/1999        | 2017-...            | 2 (2)             | 0    | 0      | 0      |
| Ahmed Touré            | Burkina Faso                     | Attaquant         | 17/07/1987        | 2008-2010           | 5 (5)             | 0    | 0      | 0      |
| Issa Traoré            | Burkina Faso                     | Attaquant         | 29/04/1984        | 2006-2007           | 7 (7)             | 0    | 0      | 0      |
| Joran Triest           | Belgique                         | Attaquant         | 8/04/1997         | 2017-2018           | 1 (1)             | 0    | 0      | 0      |
| Jore Trompet           | Belgique                         | Milieu de terrain | 30/07/1992        | 2009-2015           | 18 (16)           | 0    | 2      | 0      |
| Katuku Tshimanga       | Belgique                         | Défenseur         | 6/11/1988         | 2007-2012           | 41 (41)           | 4    | 8      | 1      |
| Tshiolola Tshinyama    | République démocratique du Congo | Défenseur         | 12/12/1980        | 2007-2013           | 119 (119)         | 2    | 11     | 1      |
| Norbert Tyrajski       | Pologne                          | Gardien de but    | 24/05/1975        | 2004-2005           | 0 (0)             | 0    | 0      | 0      |

## U
| Joueur       | Nationalité | Position  | Date de naissance | Période(s) | Matches (dont D1) | Buts | Jaunes | Rouges |
| ------------ | ----------- | --------- | ----------------- | ---------- | ----------------- | ---- | ------ | ------ |
| Kari Ukkonen | Finlande    | Défenseur | 19/02/1961        | 1986-1987  | 32 (32)           | 8    | 1      | 2      |

## V
| Joueur                  | Nationalité        | Position          | Date de naissance | Période(s)           | Matches (dont D1) | Buts | Jaunes | Rouges |
| ----------------------- | ------------------ | ----------------- | ----------------- | -------------------- | ----------------- | ---- | ------ | ------ |
| Luc Van Bergen          | Belgique           | ?                 | 19/01/1961        | 1980-1985            | 24 (24)           | 1    | 0      | 0      |
| Jony Van Brussel        | Belgique           | ?                 | 19/02/1973        | 1991-1992            | 1 (1)             | 0    | 0      | 0      |
| Hendrik Van Cauter      | Belgique           | Milieu de terrain | 20/11/1959        | 1977-1986            | 59 (59)           | 15   | 1      | 1      |
| Erik Van Coillie        | Belgique           | ?                 | 22/01/1965        | 1994-1995            | 30 (0)            | 4    | 4      | 0      |
| Gilbert Van Daele       | Belgique           | ?                 | 4/08/1947         | 1972-1976            | 0 (0)             | 0    | 0      | 0      |
| Georges Van Damme       | Belgique           | ?                 | ?                 | 1972-1973            | 0 (0)             | 0    | 0      | 0      |
| Jan Van Damme           | Belgique           | ?                 | 23/03/1977        | 1996-1999            | 1 (1)             | 0    | 0      | 0      |
| Jelle Van Damme         | Belgique           | Défenseur         | 10/10/1983        | 2000-2001            | 0 (0)             | 0    | 0      | 0      |
| Andy Van De Sompel      | Belgique           | ?                 | 24/07/1979        | 1998-1999            | 0 (0)             | 0    | 0      | 0      |
| Urbain Van Den Berghe   | Belgique           | ?                 | 25/09/1956        | 1973-1976            | 0 (0)             | 0    | 0      | 0      |
| Edwin Van Den Eynde     | Belgique           | ?                 | 18/04/1943        | 1972-1973            | 0 (0)             | 0    | 0      | 0      |
| Johan Van Den Winkel    | Belgique           | ?                 | 27/10/1965        | 1983-1984            | 0 (0)             | 0    | 0      | 0      |
| Stefan Van Dender       | Belgique           | Défenseur         | 4/06/1977         | 1996-2003            | 81 (81)           | 1    | 7      | 1      |
| François Van Der Elst   | Belgique           | Milieu de terrain | 1/12/1954         | 1983-1986            | 1 (1)             | 12   | 0      | 0      |
| René van der Gijp       | Pays-Bas           | Défenseur         | 4/04/1961         | 1982-1984            | 70 (66)           | 20   | 0      | 1      |
| Edwin Van Der Haeghen   | Belgique           | ?                 | 16/08/1960        | 1978-1979            | 0 (0)             | 0    | 0      | 0      |
| Sven Van Der Jeugt      | Belgique           | Gardien de but    | 17/09/1980        | 2001-2004            | 20 (20)           | 0    | 0      | 0      |
| Eugène Van Erdeghem     | Belgique           | ?                 | 5/01/1957         | 1974-1975            | 1 (1)             | 0    | 0      | 0      |
| Richard Van Gassen      | Belgique           | ?                 | 1/04/1928         | 1958-1960            | 0 (0)             | 0    | 0      | 0      |
| Ronny Van Geneugden     | Belgique           | Milieu de terrain | 17/08/1968        | 1997-2000            | 85 (85)           | 15   | 2      | 0      |
| Rudi Van Goethem        | Belgique           | Défenseur         | 17/05/1953        | 1983-1985            | 0 (0)             | 0    | 0      | 0      |
| Gunter Van Handenhoven  | Belgique           | Milieu de terrain | 16/12/1978        | 2005-2007            | 15 (15)           | 1    | 1      | 0      |
| Patrick Van Hoecke      | Belgique           | ?                 | 3/10/1957         | 1974-1975            | 0 (0)             | 0    | 0      | 0      |
| Michael Van Hoey        | Belgique           | Défenseur         | 8/09/1982         | 1999-2008            | 93 (93)           | 0    | 6      | 0      |
| Christian Van Hoeylandt | Belgique           | Milieu de terrain | 30/11/1981        | 2001-2004            | 36 (36)           | 0    | 0      | 0      |
| Louk Van Hoorde         | Belgique           | ?                 | 1/01/1981         | 1999-2000            | 0 (0)             | 0    | 0      | 0      |
| Karel Van Lierde        | Belgique           | Défenseur         | 25/06/1991        | 2010-2011            | 0 (0)             | 0    | 0      | 0      |
| Gil van Moerzeke        | Belgique           | Défenseur         | 28/01/1998        | 2017-...             | 4 (4)             | 0    | 2      | 0      |
| Tom Van Mossevelde      | Belgique           | ?                 | 4/09/1973         | 1993-1995            | 19 (0)            | 4    | 0      | 0      |
| Hervé Van Overtvelt     | Belgique           | Milieu de terrain | 22/10/1971        | 1996-1997            | 13 (12)           | 0    | 2      | 0      |
| Walter Van Poucke       | Belgique           | ?                 | 29/07/1948        | 1971-1972            | 0 (0)             | 0    | 0      | 0      |
| Luc Van Raemdonck       | Belgique           | ?                 | 1/01/1964         | 1982-1983            | 0 (0)             | 0    | 0      | 0      |
| Rudy Van Raemdonck      | Belgique           | Gardien de but    | 28/11/1957        | 1978-1985            | 4 (4)             | 0    | 0      | 0      |
| Hans Van Someren        | Pays-Bas           | Gardien de but    | 15/01/1954        | 1976-1977, 1979-1980 | 1 (1)             | 0    | 0      | 0      |
| Ronny Van Vaerenbergh   | Belgique           | ?                 | 29/11/1959        | 1977-1978            | 0 (0)             | 0    | 0      | 0      |
| Patrick Van Veirdeghem  | Belgique           | Milieu de terrain | 19/01/1963        | 1979-1990            | 226 (226)         | 8    | 5      | 1      |
| Hans Vanaken            | Belgique           | Milieu de terrain | 8/08/1992         | 2013-2015            | 46 (37)           | 10   | 10     | 1      |
| Gert Vandermeulen       | Belgique           | Milieu de terrain | 2/01/1971         | 1989-1995            | 93 (56)           | 4    | 6      | 2      |
| Gerry Vandewinckel      | Belgique           | ?                 | 11/07/1975        | 1993-1996            | 34 (0)            | 3    | 2      | 0      |
| Hein Vanhaezebrouck     | Belgique           | Milieu de terrain | 16/02/1964        | 1998-2000            | 38 (38)           | 1    | 5      | 0      |
| Nenad Vanić             | Serbie             | Défenseur         | 30/08/1970        | 2000-2001            | 33 (33)           | 6    | 4      | 0      |
| Eric Vanlessen          | Belgique           | Défenseur         | 24/07/1948        | 1976-1977            | 0 (0)             | 0    | 0      | 0      |
| Kurt Vantorre           | Belgique           | Attaquant         | 18/12/1972        | 1993-1994            | 15 (0)            | 2    | 0      | 0      |
| Johnny Velkeneers       | Belgique           | Défenseur         | 15/06/1950        | 1974-1980            | 67 (67)           | 0    | 1      | 0      |
| Mark Verbruggen         | Belgique           | Défenseur         | 22/06/1959        | 1978-1983            | 56 (56)           | 0    | 7      | 1      |
| Marc Vercauteren        | Belgique           | ?                 | 1/11/1959         | 1976-1978            | 0 (0)             | 0    | 0      | 0      |
| Stefaan Vercauteren     | Belgique           | Défenseur         | 23/07/1970        | 1992-1994            | 12 (1)            | 0    | 1      | 0      |
| Stefan Vereycken        | Belgique           | Milieu de terrain | 29/04/1966        | 1994-1995            | 26 (0)            | 4    | 5      | 1      |
| Didier Verheuge         | Belgique           | Milieu de terrain | 2/08/1964         | 1982-1988            | 40 (40)           | 1    | 1      | 1      |
| Nico Verheyen           | Belgique           | Défenseur         | 10/07/1973        | 1995-1996            | 17 (0)            | 1    | 2      | 0      |
| René Verheyen           | Belgique           | Milieu de terrain | 20/03/1952        | 1974-1983            | 166 (166)         | 43   | 4      | 0      |
| Davino Verhulst         | Belgique           | Gardien de but    | 25/11/1987        | 2013-...             | 103 (98)          | 0    | 10     | 0      |
| Geert Vermeire          | Belgique           | ?                 | 5/09/1968         | 1994-1995            | 3 (0)             | 0    | 0      | 0      |
| Bruno Versavel          | Belgique           | Milieu de terrain | 27/08/1967        | 1986-1988            | 31 (31)           | 19   | 4      | 0      |
| Patrick Versavel        | Belgique           | Milieu de terrain | 1/07/1961         | 1985-1989            | 68 (68)           | 34   | 3      | 0      |
| Marcel Verschueren      | Belgique           | Défenseur         | 22/11/1946        | 1972-1976            | 92 (32)           | 5    | 0      | 0      |
| Daniel Veyt             | Belgique           | Attaquant         | 9/12/1956         | 1991-1993            | 48 (48)           | 5    | 1      | 0      |
| Arnar Viðarsson         | Islande            | Milieu de terrain | 15/03/1978        | 1997-2006            | 241 (241)         | 6    | 26     | 0      |
| Davíð Þór Viðarsson     | Islande            | Milieu de terrain | 24/04/1984        | 2006                 | 2 (2)             | 0    | 0      | 0      |
| Roman Vonášek           | République tchèque | Milieu de terrain | 8/07/1968         | 1996-2003            | 163 (163)         | 31   | 0      | 0      |
| Đorđe Vujkov            | Yougoslavie        | Défenseur         | 19/08/1955        | 1983-1986            | 11 (11)           | 2    | 0      | 1      |
| Zdenko Vukasović        | Yougoslavie        | Gardien de but    | 19/09/1941        | 1972-1975            | 3 (3)             | 0    | 0      | 0      |
| Ivan Vukomanović        | Serbie             | Milieu de terrain | 19/06/1977        | 2005-2008            | 63 (63)           | 4    | 12     | 0      |

## W
| Joueur               | Nationalité  | Position  | Date de naissance | Période(s) | Matches (dont D1) | Buts | Jaunes | Rouges |
| -------------------- | ------------ | --------- | ----------------- | ---------- | ----------------- | ---- | ------ | ------ |
| Vidal Junior Wilhelm | Sierra Leone | Défenseur | 3/10/1975         | 1995-1998  | 47 (23)           | 1    | 6      | 1      |

## Y
| Joueur            | Nationalité | Position  | Date de naissance | Période(s) | Matches (dont D1) | Buts | Jaunes | Rouges |
| ----------------- | ----------- | --------- | ----------------- | ---------- | ----------------- | ---- | ------ | ------ |
| Ivan Yagan        | Arménie     | Attaquant | 11/10/1989        | 2010-2011  | 1 (1)             | 0    | 0      | 0      |
| Bigen Yala Lusala | Belgique    | Attaquant | 20/10/1992        | 2011-2012  | 0 (0)             | 0    | 0      | 0      |
| Souleymane Youla  | Guinée      | Attaquant | 29/11/1981        | 1999-2001  | 15 (15)           | 9    | 2      | 1      |
| Marc Ysewijn      | Belgique    | ?         | 14/03/1955        | 1974-1975  | 0 (0)             | 0    | 0      | 0      |

## Z
| Joueur         | Nationalité        | Position          | Date de naissance | Période(s) | Matches (dont D1) | Buts | Jaunes | Rouges |
| -------------- | ------------------ | ----------------- | ----------------- | ---------- | ----------------- | ---- | ------ | ------ |
| Patrice Zéré   | Côte d'Ivoire      | Défenseur         | 20/12/1970        | 1998-2004  | 151 (151)         | 2    | 26     | 4      |
| Daniel Zítka   | République tchèque | Gardien de but    | 20/06/1975        | 1999-2002  | 60 (60)           | 0    | 1      | 0      |
| Yoav Ziv       | Israël             | Défenseur         | 6/03/1981         | 2008-2010  | 34 (34)           | 3    | 7      | 0      |
| Patrick Zoundi | Burkina Faso       | Milieu de terrain | 19/07/1982        | 2000-2005  | 76 (76)           | 7    | 5      | 2      |

### Sources
- (nl) « Liste des joueurs du club », sur Belgian Soccer Database (RC Lokeren)
- (nl) « Liste des joueurs du club », sur Belgian Soccer Database (KSC Lokeren)
- (nl) « Liste des joueurs du club », sur Belgian Soccer Database (KSC Lokeren Sint-Niklaas Waasland)
- (en) Fiche du club sur WorldFootball